# Campionati europei di beach volley 2000
I Campionati europei di beach volley 2000 si sono svolti dal 24 al 17 agosto 2000 a Bilbao in Spagna.

## Podi
| Evento                      | Oro                                      | Argento                            | Bronzo                                          |
| Torneo maschile (dettagli)  | Svizzera Martin Laciga Paul Laciga       | Svizzera Markus Egger Sascha Heyer | Norvegia Vegard Høidalen Jørre Kjemperud        |
| Torneo femminile (dettagli) | Italia Laura Bruschini Annamaria Solazzi | Germania Jana Vollmer Danja Müsch  | Paesi Bassi Debora Schoon-Kadijk Rebekka Kadijk |

## Medagliere
| Posizione | Nazione     | Oro | Argento | Bronzo | Totale |
| --------- | ----------- | --- | ------- | ------ | ------ |
| 1         | Svizzera    | 1   | 1       | 0      | 2      |
| 2         | Italia      | 1   | 0       | 0      | 1      |
| 3         | Germania    | 0   | 1       | 0      | 1      |
| 4         | Norvegia    | 0   | 0       | 1      | 1      |
| 4         | Paesi Bassi | 0   | 0       | 1      | 1      |
| Totale    | Totale      | 2   | 2       | 2      | 6      |